# Gumbot
Gumbot is een bestuurslaag in het regentschap Padang Lawas Utara van de provincie Noord-Sumatra, Indonesië. Gumbot telt 263 inwoners (volkstelling 2010).